# 352 aC
El 352 aC va ser un any del calendari romà prejulià. En aquell temps, era conegut com a any del consolat de Publícola i Rútil (o, més rarament, any 402 ab urbe condita o de la fundació de la ciutat). L'ús del nom «352 aC» per referir-se a aquest any es remunta a l'alta edat mitjana, quan el sistema Anno Domini va ser el mètode de numeració dels anys més comú a Europa.

## Esdeveniments

### Antiga Grècia
- Filip II de Macedònia fa una incursió a Tràcia, guanyant ascendència al país, emportant-se un fill de Cersobleptes, el rei de Tràcia, com a ostatge. La victòria de Filip II a Tessàlia li val l'elecció com a president (arcont) de la Lliga Tessàlia.[2] Els alèvades de Tessàlia li demanen ajuda contra el tirà Licofró II de Feres. Mentrestant Licofró obté l'ajut de la Fòcida, però els focis, dirigits per Fail·le, són derrotats. Filip II ocupa Pàgases, el port de Feres. Onomarc de la Fòcida passa a l'ofensiva i el fa retirar de Tessàlia. Filip torna a Tessàlia i derrota Onòmarc, i posa guarnició a Magnèsia i arriba a les Termòpiles. Tessàlia es manté nominalment lliure excepte Magnèsia i Pàgases, però realment la domina Filip II.[3]
- La flota macedònia de Filip II ataca Lemnos i Imbros. Aliança amb el rei traci Amadocos contra Cersobleptes. Acolliment a la cort macedònia del sàtrapa rebel Artabazos II i el seu parent Memnó de Rodes.[4]
- Onomarc, general dels focis, amb un exèrcit de vint mil homes i 500 cavallers torna a Tessàlia però la força de Filip II és més nombrosa i en la batalla que segueix la superioritat de la cavalleria tessàlia dona la victòria al rei macedoni. A la retirada, mor Onomarc.[5]
- Pau entre Olint i Atenes, davant del perill que podia representar Filip II de Macedònia.[6]
- Helissont, una ciutat d'Arcàdia del districte de Menàlia, és ocupada pels lacedemonis, però la major part dels seus habitants ja s'havien traslladat a la nova ciutat de Megalòpolis, fundada el 371 aC.[7]

### Antiga Roma
- Aquest any són elegits cònsols Publi Valeri Publícola i Gai Marci Rútil.[8]
- Va ser nomenat dictador Gai Juli Jul, amb l'excusa d'una suposada guerra contra els etruscs, però en realitat per aconseguir l'elecció de dos patricis en lloc d'un patrici i un plebeu als comicis consulars, en violació de les Lleis Liciniae-Sextiae.[9]

## Necrològiques
- Onomarc, militar de la Fòcida. Després de la derrota davant de Filip II, amb els homes sobrevivents es va llençar a la mar esperant poder arribar a les naus de la flota atenenca dirigida per Cares ancorada prop de la costa, però van morir per les onades, o segons Pausànias,[10] pels dards dels seus propis homes, que pensaven que la derrota s'havia produït per la seva covardia. El seu cos va caure en mas de Filip II que el va fer crucificar després de mort com a càstig pel sacrilegi que havia comès al robar els tresors de l'Oracle de Delfos, segons Diodor de Sicília i Poliè.[11][12]